# Bungenberg
Bungenberg ist ein Ortsteil der Gemeinde Hellenthal im Kreis Euskirchen, Nordrhein-Westfalen.

## Geschichte
Der Ortsteil liegt südöstlich von Hellenthal. Durch das kleine Dorf führt keine Hauptverkehrsstraße.
Bungenberg war einst ein adliger Hof, der zwischen 1416 und 1440 an die Herren von Pallandt kam, die auch die Herrschaft Wildenburg in der Eifel innehatten.
Von hier stammte Gottfried von Bungenberg, der 1381 zum Abt des Klosters Steinfeld gewählt wurde. Er wurde 1388 ermordet und liegt in der Steinfelder Äbtegruft begraben.
Bungenberg gehörte ursprünglich zur Gemeinde Wahlen. Am 1. Juli 1969 wurde Wahlen nach Kall eingemeindet. Am 1. Januar 1972 wurde Bungenberg mit weiteren Ortschaften, die früher der Gemeinde Wahlen angehört haben, nach Hellenthal umgegliedert.

## Verkehr
Die VRS-Buslinie 837 der RVK verbindet den Ort als TaxiBusPlus mit seinen Nachbarorten und mit Hellenthal.
| Linie | Verlauf |
| ----- | --- |
| 837   | MiKE (außer im Schülerverkehr): Hellenthal Busbf – Blumenthal – Dommersbach – Kammerwald – Reifferscheid – (Zingscheid –) Wiesen – Manscheid – (Bungenberg –) Winten – (Heiden –) Unterschömbach – Oberschömbach – Kreuzberg – Hecken (– Paulushof) |